# Велика Британія на літніх Олімпійських іграх 2000
Велика Британія на літніх Олімпійських іграх 2000 була представлена  310 спортсменами. Востаннє збірна Великої Британії отримувала понад 10 золотих медалей 80 років тому на іграх в Антверпені.

## Нагороди

### Золото
| Золото | |                                                |
| №      | Спортсмени | Вид спорту (дисципліна)                        |
| 1      | Джеймс Крекнелл Тім Фостер Меттью Пінсент Стівен Редгрейв                                                                      | Академічне веслування (четвірка без рульового) |
| 2      | Луїс Аттрілл, Саймон Денніс, Роулі Дуглас, Лука Ґрубор, Бен Гант-Девіс, Ендрю Ліндсей, Фред Скарлетт, Стів Трапмор, Кіран Вест | Академічне веслування (вісімка)                |
| 3      | Одлі Гаррісон | Бокс (понад 91 кг)                             |
| 4      | Джейсон Квіллі | Велоспорт (1 км)                               |
| 5      | Джонатан Едвардс | Легка атлетика (потрійний стрибок)             |
| 6      | Деніз Льюїс | Легка атлетика (семиборстві)                   |
| 7      | Іян Персі | Вітрильний спорт (клас Фінн)                   |
| 8      | Бен Ейнслі | Вітрильний спорт (клас Лазер)                  |
| 9      | Ширлі Робертсон | Вітрильний спорт (клас Європа)                 |
| 10     | Стефані Кук | Сучасне п'ятиборство (індивідуальні)           |
| 11     | Річард Фолдс | стрільба (дабл-трап)                           |

### Срібло
| Срібло |                                                             |                                        |
| №      | Спортсмени                                                  | Вид спорту (дисципліна)                |
| 1      | Гвін Баттен Міріам Баттен Кетрін Грейнджер Джилліан Ліндсей | Академічне веслування (четвірка парна) |
| 2      | Кріс Хой Джейсон Квіллі                                     | Велоспорт (Олімпійський спринт)        |
| 3      | Пол Реткліфф                                                | Гребний слалом (Байдарка-одиночка)     |
| 4      | Кейт Гаві                                                   | Дзюдо (до 70 кг)                       |
| 5      | Джанетт Брейквелл Піппа Фаннелл Леслі Лоу Іян Старк         | Кінний спорт (триборство)              |
| 6      | Стів Беклі                                                  | Легка атлетика (метання списа)         |
| 7      | Даррен Кемпбелл                                             | Легка атлетика (біг, 200 м)            |
| 8      | Іян Баркер Саймон Гіскокс                                   | Вітрильний спорт (клас 49)             |
| 9      | Іян Вокер Марк Ковелл                                       | Вітрильний спорт (клас Європа)         |
| 10     | Іян Піл                                                     | Стрільба (трап)                        |

### Бронза
| Бронза |                                                                           |                                                |
| №      | Спортсмени                                                                | Вид спорту (дисципліна)                        |
| 1      | Саймон Арчер Джоенн Гуд                                                   | Бадмінтон (мікст)                              |
| 2      | Івонн Макгрегор                                                           | Велоспорт (гонка переслідування)               |
| 3      | Джонатан Клей Роб Гейлс Пол Меннінг Кріс Ньютон Браян Стіл Бредлі Віґґінз | Велоспорт (командна гонка переслідування)      |
| 4      | Тім Брабантс                                                              | Веслування на байдарках та каное (1000 м, Б-1) |
| 5      | Келлі Голмс                                                               | Легка атлетика (біг, 800 м)                    |
| 6      | Катарін Меррі                                                             | Легка атлетика (біг, 400 м)                    |
| 7      | Кейт Алленбі                                                              | Сучасне п'ятиборство (індивідуальні)           |

## Склад Олімпійської збірної Великої Британії

### Велоспорт

#### Перегони на треку
Всього спортсменів — 4
Після кваліфікації найкращі спортсмени за часом проходили в раунд на вибування, де проводили заїзди одночасно зі своїм суперником.
Чоловіки
| Спортсмен                            | Змагання                           | Кваліфікація | Кваліфікація | 1/4 фіналу                 | 1/2 фіналу                     | Фінал Матч за 3-е місце          | Місце |
| Спортсмен                            | Змагання                           | Час          | Місце        | Суперник Час               | Суперник Час                   | Суперник Час                     | Місце |
| ------------------------------------ | ---------------------------------- | ------------ | ------------ | -------------------------- | ------------------------------ | -------------------------------- | ----- |
| Роберт Гейлс                         | Індивідуальна гонка переслідування | 4:20,996     | 2            |                            | Єнс Леманн (GER) 4:30,080 пір. | Бредлі Макгі (AUS) 4:19,613 пор. | 4     |
| Кріс Гой Крейг Маклін Джейсон Куеллі | командний спринт                   | 44,659       | 2            | Словаччина · 44,517 · пер. |                                | Франція · 44,680 · пор.          |       |

Переможці визначалися за результами одного змагального дня. У гіті переможців визначали за найкращим часом, показаним на певній дистанції, а в гонці за очками та медісоні за кількістю набраних балів.
Чоловіки
| Спортсмен      | Змагання    | Результат     | Місце |
| Спортсмен      | Змагання    | Час Окуляри   | Місце |
| -------------- | ----------- | ------------- | ----- |
| Джейсон Куеллі | гіт з місця | 1:01,609 (OR) |       |

### Гімнастика

#### Спортивна гімнастика
Спортсменів — 6
Жінки
| Спортсмени                                                                  | Снаряд             | Кваліфікація | Кваліфікація | Фінал         | Фінал         |
| Спортсмени                                                                  | Снаряд             | Окуляри      | Місце        | Окуляри       | Місце         |
| --------------------------------------------------------------------------- | ------------------ | ------------ | ------------ | ------------- | ------------- |
| Келлі Хекмен                                                                | абсолютну першість | 27,374       | 74           | Чи не пройшла | Чи не пройшла |
| Келлі Хекмен                                                                | вільні вправи      | 8,900        | 61           | Чи не пройшла | Чи не пройшла |
| Келлі Хекмен                                                                | різновисокі бруси  | 9,262        | 56           | Чи не пройшла | Чи не пройшла |
| Келлі Хекмен                                                                | колоду             | 9,212        | 53           | Чи не пройшла | Чи не пройшла |
| Келлі Гекмен Ліза Мейсон Анніка Рідер Шарні Мюррей Паула Томас Емма Вільямс | командна першість  | 149,483      | 10           | Не пройшли    | Не пройшли    |

### Дзюдо
Спортсменів — 3
Змагання з дзюдо проводилися за системою на вибування. У втішні раунди потрапляли спортсмени, програвши півфіналісту турніру. Два спортсмени, які здобули перемогу у втішному раунді, у поєдинку за бронзу билися з переможеними у півфіналі.
Чоловіки
| Спортсмен          | Категорія | 1/32               | 1/16                                  | 1/8                                    | Чвертьфінали       | Півфінали          | Перший дод. раунд                  | Втішний чвертьфінал | Втішний півфінал   | За 3 місце Фінал   | Місце |
| Спортсмен          | Категорія | Суперник Результат | Суперник Результат                    | Суперник Результат                     | Суперник Результат | Суперник Результат | Суперник Результат                 | Суперник Результат  | Суперник Результат | Суперник Результат | Місце |
| ------------------ | --------- | ------------------ | ------------------------------------- | -------------------------------------- | ------------------ | ------------------ | ---------------------------------- | ------------------- | ------------------ | ------------------ | ----- |
| Джон Б'юкенен      | до 60 кг  | Не брав участі     | Оскар Пеньяс (ESP) пор. 0010 — 0110   | Завершив виступ                        | Завершив виступ    | Завершив виступ    | Завершив виступ                    | Завершив виступ     | Завершив виступ    | Завершив виступ    | 21    |
| Девід Соммервіллем | до 66 кг  | Не брав участі     | Мігель Мендоса (ESA) пер. 1000 — 0000 | Ларбі Бенбудауд (FRA) пор. 0001 — 0040 | Завершив виступ    | Завершив виступ    | Хан Джіхван (KOR) пор. 0000 — 1001 | Завершив виступ     | Завершив виступ    | Завершив виступ    | 13    |

Жінки
| Спортсмен     | Категорія | 1/16                                    | 1/8                                    | Чвертьфінали       | Півфінали          | Перший дод. раунд  | Втішний чвертьфінал                   | Втішний півфінал   | За 3 місце Фінал   | Місце |
| Спортсмен     | Категорія | Суперник Результат                      | Суперник Результат                     | Суперник Результат | Суперник Результат | Суперник Результат | Суперник Результат                    | Суперник Результат | Суперник Результат | Місце |
| ------------- | --------- | --------------------------------------- | -------------------------------------- | ------------------ | ------------------ | ------------------ | ------------------------------------- | ------------------ | ------------------ | ----- |
| Вікторія Данн | до 48 кг  | Наталія Кулігіна (KGZ) пер. 0011 — 0002 | Любов Брулетова (RUS) пор. 0000 — 1000 | Завершила виступ   | Завершила виступ   |                    | Амаріліс Савон (CUB) пор. 0000 — 0221 | Завершила виступ   | Завершила виступ   | 9     |

### Плавання
Спортсменів — 18
У наступний раунд на кожній дистанції проходили найкращі спортсмени за часом, незалежно від місця зайнятого у своєму запливі.
Чоловіки
| Спортсмен                                      | Змагання              | Попередні запливи | Попередні запливи | Півфінали  | Півфінали  | Фінал      | Фінал      |
| Спортсмен                                      | Змагання              | Результат         | Місце             | Результат  | Місце      | Результат  | Місце      |
| ---------------------------------------------- | --------------------- | ----------------- | ----------------- | ---------- | ---------- | ---------- | ---------- |
| Пол Палмер                                     | 200 м вільний стиль   | 1:49,83           | 11                | 1:48,79    | 8          | 1:47,95    | 5          |
| Джеймс Салтер                                  | 200 м вільний стиль   | 1:48,77           | 6                 | 1:48,64    | 6          | 1:48,74    | 6          |
| Пол Палмер                                     | 400 м вільний стиль   | 3:51,06           | 10                |            |            | Не пройшов | Не пройшов |
| Джеймс Салтер                                  | 400 м вільний стиль   | 3:52,01           | 13                |            |            | Не пройшов | Не пройшов |
| Адам Раквуд                                    | 100 м на спині        | 56,19             | 16                | 56,34      | 16         | Не пройшов | Не пройшов |
| Даррен Мью                                     | 100 м брас            | 1:02,42           | 15                | 1:01,98    | 14         | Не пройшов | Не пройшов |
| Адам Вайтгед                                   | 100 м брас            | 1:02,91           | 23                | Не пройшов | Не пройшов | Не пройшов | Не пройшов |
| Симон Мілітіс                                  | 400 м комплекс        | 4:24,38           | 24                |            |            | Не пройшов | Не пройшов |
| Пол Белк Сіон Бринн Ентоні Говард Марк Стівенс | 4х100 м вільний стиль | 3:20,45           | 9                 |            |            | Не пройшли | Не пройшли |

Жінки
| Спортсменка                                              | Змагання              | Попередні запливи | Попередні запливи | Півфінали     | Півфінали     | Фінал         | Фінал         |
| Спортсменка                                              | Змагання              | Результат         | Місце             | Результат     | Місце         | Результат     | Місце         |
| -------------------------------------------------------- | --------------------- | ----------------- | ----------------- | ------------- | ------------- | ------------- | ------------- |
| Маргарет Педдер                                          | 100 м батерфляєм      | 1:01,53           | 30                | Чи не пройшла | Чи не пройшла | Чи не пройшла | Чи не пройшла |
| Кейті Секстон                                            | 100 м на спині        | 1:02,67           | 11                | 1:02,35       | 10            | Чи не пройшла | Чи не пройшла |
| Сара Прайс                                               | 100 м на спині        | 1:03,22           | 21                | Чи не пройшла | Чи не пройшла | Чи не пройшла | Чи не пройшла |
| Гейді Ірп                                                | 100 м брас            | 1:10,56           | 20                | Чи не пройшла | Чи не пройшла | Чи не пройшла | Чи не пройшла |
| Карен Пікерінг Елісон Шеппард Росаліна Бретт Сюзан Рольф | 4х100 м вільний стиль | 3:42,47           | 3                 |               |               | 3:40,54       | 5             |

### Стрибки у воду
Спортсменів — 8
В індивідуальних стрибках у попередніх раундах складалися результати кваліфікації та півфінальних стрибків. За їх результатами у фінал проходило 12 спортсменів. У фіналі вони починали з результатами півфінальних стрибків.
У синхронних стрибках спортсмени стартували одразу з фінальних стрибків
Чоловіки
| Спортсмен                   | Змагання            | Кваліфікація | Кваліфікація | Півфінал   | Півфінал   | Всього     | Фінал      | Фінал      | Всього | Місце |
| Спортсмен                   | Змагання            | Очок         | Місце        | Очок       | Місце      | Всього     | Очок       | Місце      | Всього | Місце |
| --------------------------- | ------------------- | ------------ | ------------ | ---------- | ---------- | ---------- | ---------- | ---------- | ------ | ----- |
| Тоні Аллі                   | трамплін            | 393,36       | 10           | 206,25     | 15         | 599,61     | 377,55     | 12         | 583,80 | 12    |
| Марк Шипман                 | трамплін            | 285,90       | 46           | Не пройшов | Не пройшов | Не пройшов | Не пройшов | Не пройшов | 285,90 | 46    |
| Леон Тейлор                 | вишка               | 399,90       | 16           | 185,91     | 8          | 585,81     | Не пройшов | Не пройшов | 585,81 | 13    |
| Пітер Вотерфілд             | вишка               | 317,31       | 33           | Не пройшов | Не пройшов | Не пройшов | Не пройшов | Не пройшов | 317,31 | 33    |
| Тоні Аллі Марк Шипман       | синхронний трамплін |              |              |            |            |            |            |            | 296,64 | 7     |
| Леон Тейлор Пітер Вотерфілд | синхронна вишка     |              |              |            |            |            |            |            | 335,34 | 4     |

Жінки
| Спортсмен    | Змагання | Кваліфікація | Кваліфікація | Півфінал      | Півфінал      | Всього        | Фінал         | Фінал         | Всього | Місце |
| Спортсмен    | Змагання | Очок         | Місце        | Очок          | Місце         | Всього        | Очок          | Місце         | Всього | Місце |
| ------------ | -------- | ------------ | ------------ | ------------- | ------------- | ------------- | ------------- | ------------- | ------ | ----- |
| Джейн Сміт   | трамплін | 269,22       | 14           | 207,90        | 17            | 477,12        | Чи не пройшла | Чи не пройшла | 477,12 | 16    |
| Карен Сміт   | трамплін | 224,58       | 31           | Чи не пройшла | Чи не пройшла | Чи не пройшла | Чи не пройшла | Чи не пройшла | 224,58 | 31    |
| Саллі Фріман | вишка    | 256,17       | 25           | Чи не пройшла | Чи не пройшла | Чи не пройшла | Чи не пройшла | Чи не пройшла | 256,17 | 25    |
| Леслі Ворд   | вишка    | 238,65       | 28           | Чи не пройшла | Чи не пройшла | Чи не пройшла | Чи не пройшла | Чи не пройшла | 238,65 | 28    |

### Стрільба
Всього спортсменів — 2
Після кваліфікації найкращі спортсмени за очками проходили до фіналу, де продовжували з очками, набраними у кваліфікації. У деяких дисциплінах кваліфікація не проводилася. там спортсмени виявляли найсильнішого за один раунд.
Чоловіки
| Спортсмен   | Змагання | Кваліфікація | Місце | Фінал      | Місце      | Всього | Місце |
| ----------- | -------- | ------------ | ----- | ---------- | ---------- | ------ | ----- |
| Йен Пив     | треп     | 118          | 2     | 24         | 2          | 142    |       |
| Пітер Боден | треп     | 108          | 26    | Не пройшов | Не пройшов | 108    | 26    |

### Тріатлон
Спортсменів — 6
Тріатлон дебютував у програмі літніх Олімпійських ігор. Змагання складалися з 3 етапів — плавання (1,5 км), велоспорт (40 км), біг (10 км).
Чоловіки
| Спортсмен      | Змагання          | Плавання | Велоспорт | Біг      | Підсумкове час | Місце | Відставання |
| -------------- | ----------------- | -------- | --------- | -------- | -------------- | ----- | ----------- |
| Саймон Лессінг | особиста першість | 17:44,79 | 59:39,60  | 31:59,93 | 1:49:24,32     | 9     | +01:00,30   |
| Тімоті Дон     | особиста першість | 18:00,59 | 59:31,11  | 31:57,15 | 1:49:28,85     | 10    | +01:04,83   |
| Ендрю Джонс    | особиста першість | 18:15,69 | DNF       | DNF      | DNF            | —     | —           |

Жінки
| Спортсмен         | Змагання          | Плавання | Велоспорт  | Біг      | Підсумкове час | Місце | Відставання |
| ----------------- | ----------------- | -------- | ---------- | -------- | -------------- | ----- | ----------- |
| Стефані Форрестер | особиста першість | 21:12,18 | 1:08:20,90 | 34:23,03 | 2:03:56,11     | 15    | +03:15,59   |
| Сіан Брайс        | особиста першість | 20:26,78 | DNF        | DNF      | DNF            | —     | —           |
| Мішелль Діллон    | особиста першість | 21:01,08 | DNF        | DNF      | DNF            | —     | —           |

### Тхеквондо
Спортсменів — 1
Жінки
| Змагання | Спортсмени     | 1/8 фіналу                      | Чвертьфінал             | Півфінал                          | Фінал                        | Місце |
| Змагання | Спортсмени     | Суперник Результат              | Суперник Результат      | Суперник Результат                | Суперник Результат           | Місце |
| -------- | -------------- | ------------------------------- | ----------------------- | --------------------------------- | ---------------------------- | ----- |
| до 67 кг | Сара Стівенсон | Моніка дель Реаль (MEX) пер.8:4 | Хе Люмінь (CHN) пер.6:5 | Труді Гундерсен (NOR) пор.2:2+    |                              | 4     |
| до 67 кг | Сара Стівенсон | Моніка дель Реаль (MEX) пер.8:4 | Хе Люмінь (CHN) пер.6:5 | За 3-е місце                      |                              | 4     |
| до 67 кг | Сара Стівенсон | Моніка дель Реаль (MEX) пер.8:4 | Хе Люмінь (CHN) пер.6:5 | Кірсімарья Коскінен (FIN) пер.7:4 | Єрико Окамото (JPN) пор. 5:6 | 4     |